# Whatever you like
«Whatever you like» ("Lo que quieras") es una canción de T.I. producida por Jim Jonsin y lanzada por Warner Music, durante el tercer cuarto de 2008, como el primer sencillo del sexto álbum de estudio del rapero, Paper trail.
"Whatever you like" se posicionó n.º 1 en el Billboard Hot 100 de los Estados Unidos.

## Lanzamiento
Luego de su lanzamiento radial, "Whatever you like" debutó el 23 de agosto de 2008 en el Billboard Hot 100 de los Estados Unidos en la posición n.º 99; dos semanas después de su ingreso, tras vender 205.000 descargas digitales en una semana luego su lanzamiento digital, "Whatever you like" registró temporalmente el mayor ascenso a la posición n.º 1 en la historia de la lista musical de sencillos, al ascender desde la posición n.º 71; éste se convirtió en el primer sencillo n.º 1 de T.I. en solitario en el Hot 100, y en el segundo después de "My love", en el que fue artista invitado de Justin Timberlake.
El gran ascenso de "Whatever you like" fue superado en octubre de 2008, primero por "Live your life" del propio T.I. con Rihanna, que ascendió de la posición n.º 80 a la n.º 1 en el Hot 100; y, posteriormente, por "Womanizer" de Britney Spears, que ascendió de la posición n.º 96 a la n.º 1 en el Hot 100; convirtiendo al ascenso de "Whatever you like" en el tercer ascenso más grande a la posición n.º 1 en la historia del Billboard Hot 100 de los Estados Unidos.

## Recibimiento
"Whatever you like" tuvo un buen recibimiento por parte de los críticos; Shad Reed de Billboard escribió que la canción tiene «un gancho pegajoso, un patrón upbeat» y una «entrega característica» de T.I., además señaló que la canción cuenta con «el atractivo para cautivar» las radios R&B y Top 40 Mainstream, pues T.I. consigue «halagar a una mujer» con la letra, ayudando a «contrarrestar la misoginia que domina al género».

## Rendimiento en las listas musicales de sencillos

### América
"Whatever you like" ha tenido un gran éxito América Anglosajona, donde es un éxito en las radios y en ventas de descargas digitales; en América Latina sólo ha tenido rotación en las radios de Brasil; "Whatever you like" se posicionó n.º 1 en el Billboard Hot 100 de los Estados Unidos; ingresó a las veinte primeras posiciones de la lista musical de sencillos de Canadá y a las treinta primeras posiciones de la lista musical de sencillos de Brasil.
En los Estados Unidos "Whatever you like" se convirtió en el primer sencillo n.º 1 de T.I. en el Billboard Hot 100.

## Créditos
- Voz principal por T.I..
- Escrita por Clifford Harris, James Scheffer y D. Siegel.
- Producida por Jim Jonsin.
- Teclado y percusión por Jim Jonsin.

## Listas musicales de sencillos
| América        |                   |    |
| Brasil         | Hot 100 Singles   | 26 |
| Canadá         | Canadian Hot 100  | 12 |
| Estados Unidos | Billboard Hot 100 | 1  |
| top ten        | 10                |    |
| Asia           |                   |    |
| India          | Top 20 Singles    | 20 |
| Europa         |                   |    |
| Alemania       | Top 100 Singles   | 57 |
| Austria        | Top 75 Singles    | 70 |
| Irlanda        | Top 50 Singles    | 19 |
| Noruega        | Top 20 Singles    | 19 |
| Reino Unido    | Top 75 Singles    | 47 |
| Suecia         | Top 60 Singles    | 51 |
| Oceanía        |                   |    |
| Australia      | Top 50 Singles    | 13 |
| Nueva Zelanda  | Top 40 Singles    | 1  |

| Predecesor: "Disturbia" de Rihanna                   | Billboard Hot 100 - Sencillo n.º 1 6 de septiembre de 2008 - 19 de septiembre de 2008 | Sucesor: "So what" de Pink                        |
| Predecesor: "So what" de Pink                        | Billboard Hot 100 - Sencillo n.º 1 1 de octubre de 2008 - 8 de octubre de 2008        | Sucesor: "Live your life" de T.I. con Rihanna     |
| Predecesor: "Everything" de P-Money con Vince Harder | Top 40 Singles - Sencillo n.º 1 20 de octubre de 2008 - 26 de octubre de 2008         | Sucesor: "Everything" de P-Money con Vince Harder |
| Predecesor: "Womanizer" de Britney Spears            | Billboard Hot 100 - Sencillo n.º 1 1 de noviembre de 2008                             | Sucesor: "Live your life" de T.I. con Rihanna     |